# 艾達鎮區 (密歇根州根德縣)
艾達鎮區（英語：Ada Township）是位於美國密歇根州肯特縣的一個行政鎮區。

## 地方資料
艾達鎮區的面積為96.11平方千米，當中陸地面積為93.34平方千米，而水域面積為2.76平方千米。根據2020年美國人口普查的數據，當地共有人口14388人，而人口密度為每平方千米149.7人。